# پوخ بای وایتس
پوخ بای وایتس (به آلمانی: Puch bei Weiz) یک منطقهٔ مسکونی در اتریش است که در وایتس واقع شده‌است. پوخ بای وایتس ۲۴٫۸ کیلومتر مربع مساحت دارد ۴۴۹ متر بالاتر از سطح دریا واقع شده‌است.